# Soul Militia
Soul Militia (tot 2002 2XL genaamd) is een Estische pop- en R&B-groep die als backinggroep samen met Tanel Padar en Dave Benton in 2001 het Eurovisiesongfestival in Kopenhagen won met het lied Everybody. De groep bestaat uit drie leden: Lauri Pihlap ("Lowry"), Sergei Morgun ("Semy") en Kaido Põldma ("Craig"). Een vierde lid, Indrek Soom ("Ince") verliet de groep in 2004.

## Carrière
De groep werd in 1997 als een duo gesticht door Morgun en Soom onder de naam 2XL. Beide hadden al ervaring als dansers in streetdance, hiphop en breakdance. Het eerste muzikale werk was dan ook sterk beïnvloed door hiphopmuziek, maar dit evolueerde in de volgende drie jaar meer naar R&B. In 2000 vervoegde Kaido Põldma het duo. De groep ging daarna nog op zoek naar een vierde lid, dat zij vond in de achttienjarige Lauri Pihlap, die de aandacht van de groepsleden had getrokken tijdens het programma Kaks takti ette, een televisiewedstrijd voor beginnende zangers. In 2001 namen de jongens het aanbod aan om als backinggroep voor Tanel Padar en Dave Benton deel te nemen aan het Eurovisiesongfestival, dat door Estland verrassend werd gewonnen.
In 2002 ging de groep een nieuwe richting uit, die ook duidelijk werd gemaakt door de naamsverandering naar Soul Militia. In november van dat jaar kwam hun eerste album uit, getiteld On the Rise. Daarna toerde de roep rond om het album te promoten. In 2004 besliste Indrek Soom om Soul Militia te verlaten, omdat hij genoeg had van de muziekindustrie. De drie andere jongens gingen verder als trio. In november 2004 kwam Silence Before the Storm, het twee album van de groep, uit.

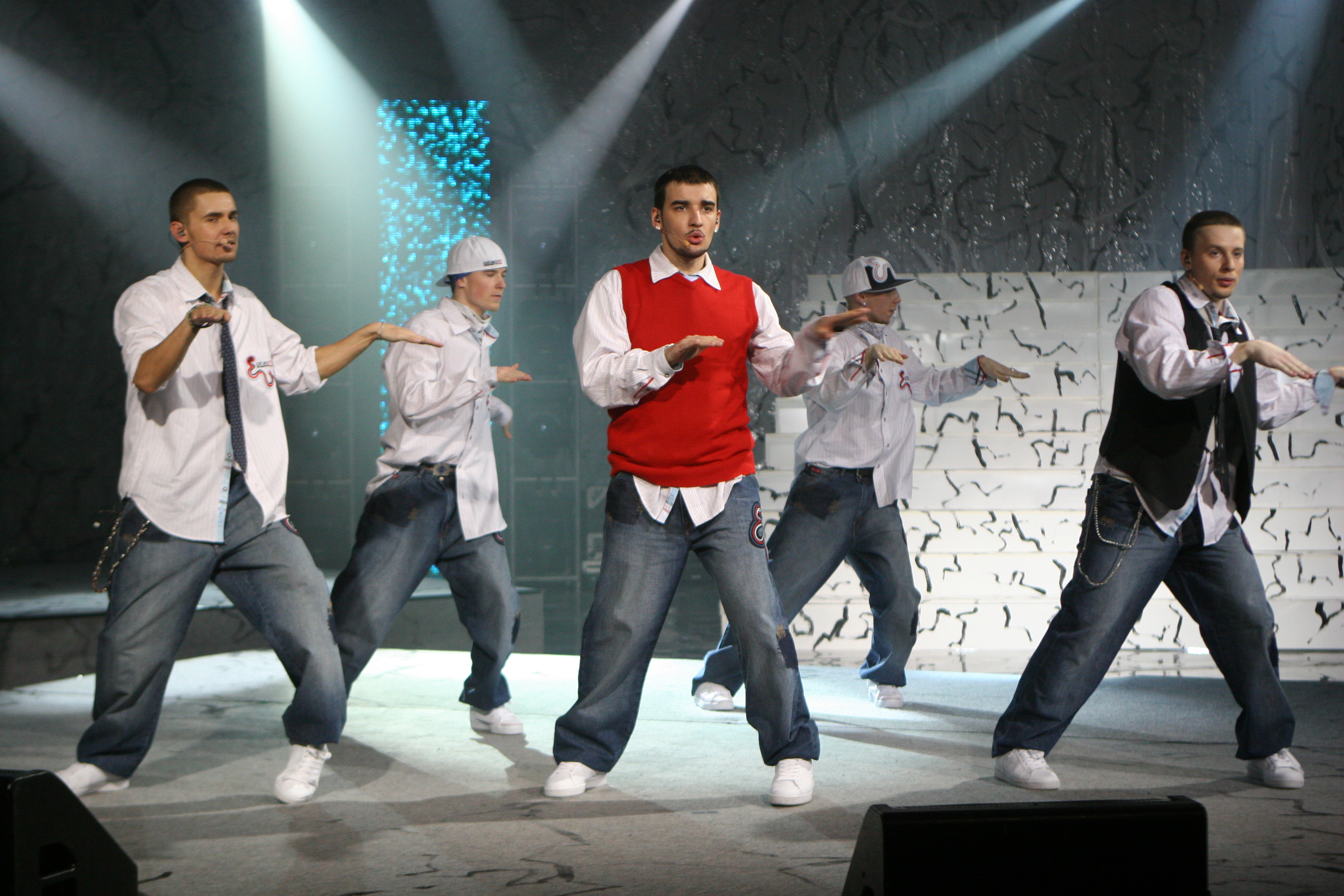
Soul Militia op Eurolaul in 2007

In 2006 besloot de groep een gooi te doen naar een nieuwe songfestivaldeelname in 2007. Zij nam in februari 2007 deel aan Eurolaul, de Estse voorronde voor het Eurovisiesongfestival, met het lied My Place. De jongens eindigden op een vijfde plaats op tien deelnemers. Na Eurolaul besloot de band om een rustperiode in te lassen, waarbij de drie leden de tijd namen om zich te focussen op soloprojecten. Morgun en Põldma schreven en produceerden nummers voor andere artiesten, terwijl Pihlap een solocarrière begon, met een debuutalbum in de winter van 2007, getiteld Split Personality. Van 2007 tot 2012 bracht Pihlap elf singles uit.
In december 2011 kwamen de leden van Soul Militia weer samen in de studio om nieuw materiaal op te nemen. Met hun nummer The future is now namen ze in 2012 deel aan Eesti Laul (het vroegere Eurolaul) om opnieuw aan het Eurovisiesongfestival te kunnen deelnemen. De groep strandde echter al in de tweede halve finale.

## Discografie (albums)
- On the Rise (2002)
- Silence Before the Storm (2004)

1994: Silvi Vrait · 
1996: Ivo Linna & Maarja-Liis Ilus · 
1997: Maarja-Liis Ilus · 
1998: Koit Toome · 
1999: Evelin Samuel & Camille · 
2000: Ines · 
2001: Tanel Padar, Dave Benton & 2XL · 
2002: Sahlene · 
2003: Ruffus · 
2004: Neiokõsõ · 
2005: Suntribe · 
2006: Sandra Oxenryd · 
2007: Gerli Padar · 
2008: Kreisiraadio · 
2009: Urban Symphony · 
2010: Malcolm Lincoln · 
2011: Getter Jaani · 
2012: Ott Lepland · 
2013: Birgit Õigemeel · 
2014: Tanja · 
2015: Elina Born & Stig Rästa · 
2016: Jüri Pootsmann · 
2017: Koit Toome & Laura · 
2018: Elina Netsjajeva · 
2019: Victor Crone · 
2021: Uku Suviste · 
2022: Stefan · 
2023: Alika · 
2024: 5miinust & Puuluup · 
2025: Tommy Cash
1956: Lys Assia · 
1957: Corry Brokken · 
1958: André Claveau · 
1959: Teddy Scholten · 
1960: Jacqueline Boyer · 
1961: Jean-Claude Pascal · 
1962: Isabelle Aubret · 
1963: Grethe & Jørgen Ingmann · 
1964: Gigliola Cinquetti · 
1965: France Gall · 
1966: Udo Jürgens · 
1967: Sandie Shaw · 
1968: Massiel · 
1969: Frida Boccara, Lenny Kuhr, Salomé, Lulu · 
1970: Dana · 
1971: Séverine · 
1972: Vicky Leandros · 
1973: Anne-Marie David · 
1974: ABBA · 
1975: Teach-In · 
1976: Brotherhood of Man · 
1977: Marie Myriam · 
1978: Izhar Cohen & The Alphabeta · 
1979: Gali Atari & Milk & Honey · 
1980: Johnny Logan · 
1981: Bucks Fizz · 
1982: Nicole · 
1983: Corinne Hermès · 
1984: Herreys · 
1985: Bobbysocks · 
1986: Sandra Kim · 
1987: Johnny Logan · 
1988: Céline Dion · 
1989: Riva · 
1990: Toto Cutugno · 
1991: Carola Häggkvist · 
1992: Linda Martin · 
1993: Niamh Kavanagh · 
1994: Paul Harrington & Charlie McGettigan · 
1995: Secret Garden · 
1996: Eimear Quinn · 
1997: Katrina & the Waves · 
1998: Dana International · 
1999: Charlotte Nilsson · 
2000: Olsen Brothers · 
2001: Tanel Padar, Dave Benton & 2XL · 
2002: Marie N · 
2003: Sertab Erener · 
2004: Ruslana · 
2005: Elena Paparizou · 
2006: Lordi · 
2007: Marija Šerifović · 
2008: Dima Bilan · 
2009: Alexander Rybak · 
2010: Lena Meyer-Landrut · 
2011: Ell & Nikki · 
2012: Loreen · 
2013: Emmelie de Forest · 
2014: Conchita Wurst · 
2015: Måns Zelmerlöw · 
2016: Jamala · 
2017: Salvador Sobral · 
2018: Netta Barzilai ·
2019: Duncan Laurence ·
2021: Måneskin ·
2022: Kalush Orchestra ·
2023: Loreen ·
2024: Nemo